# Sidney Rezende
Sidney Nolasco de Rezende ou mais simplesmente Sidney Rezende (Campo Grande , 31 de outubro de 1958) é jornalista brasileiro. Atualmente é o titular da coluna "Informe do Dia", do jornal O Dia, e diretor-executivo do portal SRZD, fundado por ele próprio. 

## Biografia
Formado em Jornalismo pela Pontifícia Universidade Católica do Rio de Janeiro, começou a trabalhar como repórter em 1985, na Rádio Roquette Pinto. No mesmo ano acumulou as funções de apurador da Rede Manchete e repórter da TVE. No ano seguinte, por um breve período, torna-se redator de chamadas publicitárias da TV Globo. Um ano depois lançou o livro Ideário de Glauber Rocha, pela editora Philobiblion, da Civilização Brasileira. Em 1987 estreou na Rádio Jornal do Brasil como apresentador do programa Encontro com a Imprensa, onde entrevista as personalidades mais importantes da política e da cultura do país. Simultaneamente, trabalhou como repórter do jornal Tribuna da Imprensa e pauteiro da Rádio MEC. Um ano depois, recebe o prêmio Golfinho de Ouro, de melhor jornalista de rádio do ano.
Em 1989, ainda no Encontro com a Imprensa, apresentou Baleia Verde, produzido pela Intervídeo, o primeiro programa sobre ecologia da TV brasileira. Em 1991 criou e apresentou, em parceria com o jornalista Ricardo Bueno, Panorama Brasil, o primeiro programa inteiramente jornalístico da FM brasileira, na rádio Panorama FM, e se tornou apresentador do Jornal do Rio, na TV Bandeirantes Rio de Janeiro. Em 1991, participou como debatedor do Sem Censura, na TVE e inicia seu trabalho como âncora na CBN, como apresentar do Jornal da CBN, onde foi um dos fundadores da nova emissora. Ele foi um dos autores da grade de programação que pretendia tornar-se um dia all news. Neste ano o trabalho de Sidney Rezende na rádio JB se transforma em livro: "As entrevistas do Encontro com a Imprensa", de Clarice Abdalla, pela Editora Vozes.
Em 1993, tornou-se professor da PUC-Rio. No ano seguinte coordena o Seminário de Jornalismo Eletrônico ao Vivo, que se transformou em livro, publicado pela Editora Vozes. Em 1995 mudou-se para Brasília, onde apresenta o Show de Notícias, da CBN, e implanta o jornalismo vespertino da emissora, até então inexistente. Além disso, ministrou aulas de Jornalismo na Faculdade CEUB e fez comentários políticos na Rádio Globo, do Rio de Janeiro. Em 1996, voltou a ser âncora da CBN no Rio de Janeiro e passou a apresentar o jornal Em Cima da Hora, na GloboNews. Em 2001, ainda na CBN, passou a apresentar o Conta Corrente, na GloboNews e o telejornal Bom Dia Rio, da TV Globo Rio de Janeiro. Em 2002 lançou o livro "Deve ser Bom ser Você - 102 brasileiros bem-sucedidos dizem o que pensam do sucesso", publicado pela Futura, do grupo Siciliano. Em 2006 estreou seu site de notícias, o Portal SRZD.
Em 24 de outubro de 2008 ele deixou a CBN depois de 23 anos, entre os motivos alegados pela empresa seria uma mudança editorial. Em 2013, deixa o Conta Corrente, passando a apresentar o Brasil TV e edições do Jornal GloboNews.
Em 13 de novembro de 2015, após duras críticas à imprensa brasileira em seu blog pessoal Sidney Rezende é demitido da GloboNews.
Em abril de 2016 é contratado pela Rádio Nacional para apresentar um programa chamado Nacional Brasil, que estreou em 4 de maio. Porém, o programa foi extinto em 20 de maio por cortes de gastos e Sidney deixou a rádio.
Em julho de 2020, Sidney foi contratado como comentarista da CNN Brasil, para participar do quadro Liberdade de Opinião junto com Alexandre Garcia dentro do CNN Novo Dia. Em outubro de 2020, Sidney passou a conciliar a função de comentarista com a de apresentador do Espaço CNN na CNN Brasil Rádio, ao lado da jornalista Thais Herédia. A partir de julho de 2021, Sidney trocou de lugar com Fernando Molica e passou a ser analista de política do Expresso CNN e do Jornal da CNN, mas pouco tempo depois foi remanejado para o Visão CNN. Em fevereiro de 2022, a CNN Brasil anunciou uma grande reformulação em sua programação para comemorar os dois anos do canal, com isso, Sidney passou a ancorar o Visão CNN junto com Carla Vilhena. E atualmente, está trabalhando na Super Rádio Tupi no Jornal da Tupi (começa as 18:00 e vai até 19:30). 

### Outros trabalhos
Atualmente, também conferencista, percorre o Brasil com suas palestras. Há três anos é apresentador da cerimônia do Prêmio Esso e dos Destaques da Publicidade organizado pela ABP – Associação Brasileira de Propaganda. Paralelo a tudo isso, ainda cuida de sua agência, a SR Idéias, Imprensa e Comunicação.
Tem um filho que já teve breve participação no programa Globo Esporte e que possui um canal no Youtube, Chico Rezende, mais conhecido como Chico, o Torcedor.

## Carreira

### Televisão:
| Ano       | Nome               | Cargo        | Emissora              |
| --------- | ------------------ | ------------ | --------------------- |
| 1991-1993 | Jornal do Rio      | Apresentador | Band Rio              |
| 1996-2010 | Em Cima da Hora    | Apresentador | Globo News            |
| 1999-2013 | Conta Corrente     | Apresentador | Globo News            |
| 2001-2005 | Bom Dia Rio        | Apresentador | Globo Rio             |
| 2010-2015 | Jornal GloboNews   | Apresentador | Globo News            |
| 2013-2015 | Brasil TV          | Apresentador | TV Globo (parabólica) |
| 2020-2021 | CNN Novo Dia       | Comentarista | CNN Brasil            |
| 2021      | Live CNN           | Comentarista | CNN Brasil            |
| 2021-2022 | Telejornais da CNN | Comentarista | CNN Brasil            |
| 2022      | Visão CNN          | Apresentador | CNN Brasil            |

### Rádio:
| Ano           | Nome             | Função            | Rádio             |
| ------------- | ---------------- | ----------------- | ----------------- |
| 1991-2008     | Jornal da CBN    | Locutor e diretor | CBN               |
| 2015          | Nacional Brasil  | Apresentador      | Rádio Nacional    |
| 2020-2022     | Espaço CNN Rádio | Apresentador      | Rede Transamérica |
| 2023-presente | Jornal da Tupi   | Apresentador      | Super Rádio Tupi  |